# بخش ویسپ
بخش ویسپ یکی از بخشهای کانتون وله  در کشور سوئیس است.